# Wiesław Szczuka
Wiesław Szczuka (ur. 5 sierpnia 1954 w Łobżenicy) – polski ekonomista, dyplomata i urzędnik państwowy, doktor nauk ekonomicznych, w latach 2004–2005 i 2010–2011 podsekretarz stanu w Ministerstwie Finansów, w latach 2010–2011 główny rzecznik dyscypliny finansów publicznych.

## Życiorys
Absolwent Wydziału Handlu Zagranicznego w Szkole Głównej Planowania i Statystyki; w latach 80. ukończył także Akademię Dyplomatyczną w Wiedniu. Został później pracownikiem naukowo-dydaktycznym na macierzystej uczelni. W 1987 obronił pracę doktorską.
Od 1987 do 1991 był pracownikiem Departamentu Zagranicznego Ministerstwa Finansów, od 1994 do 1997 kierował jego pracami. Zajmował się m.in. kwestią negocjacji redukcji zadłużenia zagranicznego Polski. Między 1994 a 1997 zatrudniony w polskiej ambasadzie w Tokio. W latach 1997–2004 zastępca dyrektora wykonawczego Międzynarodowego Funduszu Walutowego. Od 2006 do 2009 był głównym ekonomistą BRE Banku, przeszedł następnie na stanowisko doradcy zarządu. Był zastępcą przewodniczącego Komisji Nadzoru Bankowego oraz Komisji Nadzoru Ubezpieczeń i Funduszy Emerytalnych, a także członkiem rad nadzorczych Banku Gospodarstwa Krajowego i Banku Handlowego w Warszawie. Uczestniczył w negocjacjach dotyczących restrukturyzacji długu publicznego Polski.
11 maja 2004 powołany na stanowisko podsekretarza stanu w Ministerstwie Finansów, odpowiedzialnego za dług publiczny; odwołany z niego 5 grudnia 2005. Ponownie objął funkcję wiceministra finansów 1 lipca 2010, odpowiadając za kwestie rachunkowości oraz audytu i zostając zarazem głównym rzecznikiem dyscypliny finansów publicznych oraz przewodniczącym Komisji Nadzoru Audytowego. W lipcu 2011 w zakresie jego kompetencji znalazły się również rynki i instytucje finansowe. Między sierpniem a wrześniem 2011 członek Komisji Nadzoru Finansowego – przedstawiciel ministra właściwego do spraw instytucji finansowych. Podał się do dymisji z obydwu funkcji i został odwołany 19 grudnia 2011 po ujawnieniu przez Instytut Pamięci Narodowej, że w 1988 został zarejestrowany przez Służbę Bezpieczeństwa jako kontakt operacyjny lub tajny współpracownik „Gaiko”. IPN skierował przeciw niemu akt oskarżenia. Pierwszy proces w tej sprawie zakończył się jego skazaniem, jednak orzeczenie to zostało uchylone przez Sąd Najwyższy. W drugim procesie w 2018 zapadł prawomocny wyrok, w którym sprawę umorzono, uznając, że Wiesław Szczuka działał w granicach usprawiedliwionego błędu oraz działał w żywotnym interesie państwa.
Zna biegle języki angielski i niemiecki, posługuje się także rosyjskim i francuskim. W 1997 został odznaczony Złotym Krzyżem Zasługi.